# Supercoppa di Cina 2015
La Supercoppa di Cina 2015 è stata la tredicesima edizione della Supercoppa di Cina.
Si è svolta il 14 febbraio 2015 allo Yellow Dragon Sports Center di Hangzhou, tra il Guangzhou Evergrande, vincitore della Chinese Super League, e lo Shandong Luneng, vincitore della Coppa di Cina.
La vittoria del trofeo è andata allo Shandong Luneng, che ha sconfitto ai calci di rigore il Guangzhou Evergrande.

## Tabellino
| Arbitro: | Wang Jin |

|                                  |                      |                                                            |
| Elkeson Goulart Alan Huang Bowen | Tiri di rigore 3 – 5 | Diego Tardelli Wang Yongpo Júnior Urso Zheng Zheng Aloísio |

### Formazioni
| Guangzhou Evergrande | Shandong Luneng |

|                 |    |                 |     |     |
|                 |    |                 |     |     |
| P               | 19 | Zeng Cheng      |     |     |
| D               | 33 | Rong Hao        |     |     |
| D               | 6  | Feng Xiaoting   |     |     |
| D               | 3  | Mei Fang        |     |     |
| D               | 35 | Li Xuepeng      |     |     |
| C               | 8  | Renê Júnior     |     | 74’ |
| C               | 10 | Zheng Zhi (c)   |     |     |
| C               | 16 | Huang Bowen     | 71’ |     |
| C               | 20 | Yu Hanchao      |     | 74’ |
| C               | 29 | Gao Lin         |     | 60’ |
| A               | 9  | Elkeson         |     |     |
| Sostituti:      |    |                 |     |     |
| P               | 22 | Li Shuai        |     |     |
| D               | 17 | Liu Jian        |     |     |
| D               | 25 | Zou Zheng       |     |     |
| C               | 11 | Ricardo Goulart |     | 74’ |
| C               | 21 | Zhao Xuri       |     | 74’ |
| C               | 27 | Zheng Long      |     |     |
| A               | 7  | Alan            |     | 60’ |
| Allenatore:     |    |                 |     |     |
| Fabio Cannavaro |    |                 |     |     |

|             |    |                 |     |     |
|             |    |                 |     |     |
| P           | 23 | Wang Dalei (c)  |     |     |
| D           | 2  | Zhao Mingjian   | 65’ |     |
| D           | 3  | Dai Lin         | 73’ |     |
| D           | 16 | Wang Qiang      |     |     |
| D           | 6  | Zheng Zheng     |     |     |
| C           | 5  | Júnior Urso     |     |     |
| C           | 15 | Li Wei          |     | 80’ |
| C           | 10 | Walter Montillo |     | 65’ |
| C           | 11 | Liu Binbin      | 44’ | 57’ |
| C           | 22 | Hao Junmin      |     |     |
| A           | 9  | Diego Tardelli  |     |     |
| Sostituti:  |    |                 |     |     |
| P           | 1  | Yang Cheng      |     |     |
| D           | 13 | Zhang Chi       |     |     |
| C           | 7  | Zhang Wenzhao   |     |     |
| C           | 8  | Wang Yongpo     |     | 80’ |
| C           | 12 | Jin Jingdao     |     |     |
| C           | 21 | Aloísio         |     | 65’ |
| A           | 18 | Han Peng        |     | 57’ |
| Allenatore: |    |                 |     |     |
| Cuca        |    |                 |     |     |

## Campioni
| Vincitore Supercoppa di Cina 2015 |
| --------------------------------- |
| Shandong Luneng 2º titolo         |